# 圆疣蟾蜍
圆疣蟾蜍（学名：Bufo tuberculatus）为蟾蜍科蟾蜍属的两栖动物。在中国大陆，分布于四川、云南、西藏等地，多栖息于河谷地区、水沟或静水坑边杂草中、石块下以及土隙中及农作物丛下。其生存的海拔范围为2600至2700米。该物种的模式产地在西藏。

## 保护
本种于2023年被收录入《有重要生态、科学、社会价值的陆生野生动物名录》。